# Mistrzostwa Pacyfiku w Pływaniu 2018
Mistrzostwa Pacyfiku w Pływaniu 2018 odbyły się w dniach 9 – 14 sierpnia 2018 roku w Tokio na basenie 50-metrowym. Klasyfikację medalową zdominowali reprezentanci Stanów Zjednoczonych, którzy zwyciężyli w 20 konkurencjach. Najwięcej złotych medali zdobyli, wśród kobiet - Australijka Cate Campbell (pięć), a wśród mężczyzn - Amerykanin Ryan Murphy (trzy).

## Uczestniczące reprezentacje
- Argentyna
- Australia
- Bahamy
- Brazylia
- Chiny
- Ekwador
- Filipiny
- Guam
- Japonia
- Kanada
- Kolumbia
- Mariany Północne
- Nowa Zelandia
- Oman
- Palau
- Peru
- Tajlandia
- Stany Zjednoczone
- Wyspy Cooka

## Medaliści

### Mężczyźni
| Konkurencja                    | Złoto | Złoto     | Srebro | Srebro    | Brąz | Brąz          |
| Konkurencja                    | Zawodnik | Czas      | Zawodnik | Czas      | Zawodnik | Czas          |
| Styl dowolny                   | |           | |           | |               |
| 50 metrów                      | Michael Andrew · Stany Zjednoczone                                                                                      | 21,46     | Caeleb Dressel · Stany Zjednoczone                                                                                   | 21,93     | Yuri Kisil · Kanada                                                                                                | 22,02         |
| 100 metrów                     | Kyle Chalmers · Australia                                                                                               | 48,00     | Jack Cartwright · Australia · Caeleb Dressel · Stany Zjednoczone                                                     | 48,22     | Nie przyznano | Nie przyznano |
| 200 metrów                     | Townley Haas · Stany Zjednoczone                                                                                        | 1:45,56   | Andrew Seliskar · Stany Zjednoczone                                                                                  | 1:45,74   | Katsuhiro Matsumoto · Japonia                                                                                      | 1:45,92       |
| 400 metrów                     | Jack McLoughlin · Australia                                                                                             | 3:44,20   | Mack Horton · Australia                                                                                              | 3:44,31   | Zane Grothe · Stany Zjednoczone                                                                                    | 3:45,37       |
| 800 metrów                     | Zane Grothe · Stany Zjednoczone                                                                                         | 7:43,74   | Jordan Wilimovsky · Stany Zjednoczone                                                                                | 7:45,19   | Jack McLoughlin · Australia                                                                                        | 7:47,31       |
| 1500 metrów                    | Jordan Wilimovsky · Stany Zjednoczone                                                                                   | 14:46,93  | Zane Grothe · Stany Zjednoczone                                                                                      | 14:48,40  | Jack McLoughlin · Australia                                                                                        | 14:55,92      |
| Styl grzbietowy                | |           | |           | |               |
| 100 metrów                     | Ryan Murphy · Stany Zjednoczone                                                                                         | 51,94     | Ryōsuke Irie · Japonia                                                                                               | 52,78     | Mitch Larkin · Australia                                                                                           | 52,88         |
| 200 metrów                     | Ryan Murphy · Stany Zjednoczone                                                                                         | 1:53,57   | Ryōsuke Irie · Japonia                                                                                               | 1:55,12   | Austin Katz · Stany Zjednoczone                                                                                    | 1:56,00       |
| Styl klasyczny                 | |           | |           | |               |
| 100 metrów                     | Yasuhiro Koseki · Japonia                                                                                               | 59,08     | Jake Packard · Australia                                                                                             | 59,20     | João Gomes Júnior · Brazylia                                                                                       | 59,60         |
| 200 metrów                     | Ippei Watanabe · Japonia                                                                                                | 2:07,75   | Zac Stubblety-Cook · Australia                                                                                       | 2:07,89   | Matthew Wilson · Australia                                                                                         | 2:08,22       |
| Styl motylkowy                 | |           | |           | |               |
| 100 metrów                     | Caeleb Dressel · Stany Zjednoczone                                                                                      | 50,75     | Jack Conger · Stany Zjednoczone                                                                                      | 51,32     | Vinicius Lanza · Brazylia                                                                                          | 51,44         |
| 200 metrów                     | Daiya Seto · Japonia | 1:54,34   | Leonardo de Deus · Brazylia                                                                                          | 1:54,89   | Zach Harting · Stany Zjednoczone                                                                                   | 1:55,05       |
| Styl zmienny                   | |           | |           | |               |
| 200 metrów                     | Chase Kalisz · Stany Zjednoczone                                                                                        | 1:55,40   | Mitch Larkin · Australia                                                                                             | 1:56,21   | Kōsuke Hagino · Japonia                                                                                            | 1:56,66       |
| 400 metrów                     | Chase Kalisz · Stany Zjednoczone                                                                                        | 4:07,95   | Kōsuke Hagino · Japonia                                                                                              | 4:11,13   | Daiya Seto · Japonia                                                                                               | 4:12,60       |
| Sztafety                       | |           | |           | |               |
| 4 × 100 metrów stylem dowolnym | Brazylia · Gabriel Santos (48,93) · Marcelo Chierighini (47,62) · Marco Ferreira Júnior (48,53) · Pedro Spajari (46,94) | 3:12,02   | Australia · Jack Cartwright (48,56) · Alexander Graham (48,50) · James Roberts (47,97) · Kyle Chalmers (47,50)       | 3:12,53   | Japonia · Katsumi Nakamura (48,52) · Shinri Shioura (48,19) · Katsuhiro Matsumoto (47,61) · Juran Mizohata (48,22) | 3:12,54       |
| 4 × 200 metrów stylem dowolnym | Stany Zjednoczone · Andrew Seliskar (1:46,75) · Blake Pieroni (1:47,63) · Zach Apple (1:46,20) · Townley Haas (1:43,78) | 7:04,36   | Australia · Clyde Lewis (1:46,54) · Kyle Chalmers (1:46,73) · Alexander Graham (1:45,91) · Jack Cartwright (1:45,52) | 7:04,70   | Japonia · Naito Ehara (1:47,28) · Reo Sakata (1:47,07) · Yuki Kobori (1:48,41) · Katsuhiro Matsumoto (1:45,31)     | 7:08,07       |
| 4 × 100 metrów stylem zmiennym | Stany Zjednoczone · Ryan Murphy (52,70) · Andrew Wilson (59,15) · Caeleb Dressel (50,64) · Nathan Adrian (47,71)        | 3:30,20   | Japonia · Ryōsuke Irie (52,61) · Yasuhiro Koseki (58,62) · Yuki Kobori (51,19) · Katsumi Nakamura (47,83)            | 3:30,25   | Australia · Mitch Larkin (53,18) · Jake Packard (59,03) · Grant Irvine (51,40) · Kyle Chalmers (46,91)             | 3:30,52       |
| Otwarty akwen                  | |           | |           | |               |
| 10 km                          | Jordan Wilimovsky · Stany Zjednoczone                                                                                   | 1:58:50,5 | Eric Hedlin · Kanada                                                                                                 | 1:58:56,7 | Nicholas Sloman · Australia                                                                                        | 1:59:20,8     |

### Kobiety
| Konkurencja                    | Złoto | Złoto     | Srebro | Srebro    | Brąz | Brąz      |
| Konkurencja                    | Zawodniczka | Czas      | Zawodniczka | Czas      | Zawodniczka | Czas      |
| Styl dowolny                   | |           | |           | |           |
| 50 metrów                      | Cate Campbell · Australia                                                                                              | 23,81     | Simone Manuel · Stany Zjednoczone                                                                                           | 24,22     | Emma McKeon · Australia                                                                                            | 24,34     |
| 100 metrów                     | Cate Campbell · Australia                                                                                              | 52,03 ,   | Simone Manuel · Stany Zjednoczone                                                                                           | 52,66     | Taylor Ruck · Kanada                                                                                               | 52,72     |
| 200 metrów                     | Taylor Ruck · Kanada                                                                                                   | 1:54,44 , | Rikako Ikee · Japonia | 1:54,85   | Katie Ledecky · Stany Zjednoczone                                                                                  | 1:55,15   |
| 400 metrów                     | Katie Ledecky · Stany Zjednoczone                                                                                      | 3:58,50   | Ariarne Titmus · Australia                                                                                                  | 3:59,66   | Leah Smith · Stany Zjednoczone                                                                                     | 4:04,23   |
| 800 metrów                     | Katie Ledecky · Stany Zjednoczone                                                                                      | 8:09,13   | Ariarne Titmus · Australia                                                                                                  | 8:17,07   | Leah Smith · Stany Zjednoczone                                                                                     | 8:17,21   |
| 1500 metrów                    | Katie Ledecky · Stany Zjednoczone                                                                                      | 15:38,97  | Kiah Melverton · Australia                                                                                                  | 16:00,08  | Leah Smith · Stany Zjednoczone                                                                                     | 16:00,82  |
| Styl grzbietowy                | |           | |           | |           |
| 100 metrów                     | Kylie Masse · Kanada                                                                                                   | 58,61     | Emily Seebohm · Australia                                                                                                   | 58,72     | Kathleen Baker · Stany Zjednoczone                                                                                 | 58,83     |
| 200 metrów                     | Kathleen Baker · Stany Zjednoczone                                                                                     | 2:06,14   | Taylor Ruck · Kanada | 2:06,41   | Regan Smith · Stany Zjednoczone                                                                                    | 2:06,46   |
| Styl klasyczny                 | |           | |           | |           |
| 100 metrów                     | Lilly King · Stany Zjednoczone                                                                                         | 1:05,44   | Jessica Hansen · Australia                                                                                                  | 1:06,20   | Reona Aoki · Japonia                                                                                               | 1:06,34   |
| 200 metrów                     | Micah Sumrall · Stany Zjednoczone                                                                                      | 2:21,88   | Lilly King · Stany Zjednoczone                                                                                              | 2:22,12   | Satomi Suzuki · Japonia                                                                                            | 2:22,22   |
| Styl motylkowy                 | |           | |           | |           |
| 100 metrów                     | Rikako Ikee · Japonia                                                                                                  | 56,08 ,   | Kelsi Dahlia · Stany Zjednoczone                                                                                            | 56,44     | Emma McKeon · Australia                                                                                            | 56,54     |
| 200 metrów                     | Hali Flickinger · Stany Zjednoczone                                                                                    | 2:07,35   | Sachi Mochida · Japonia | 2:07,66   | Katie Drabot · Stany Zjednoczone                                                                                   | 2:08,40   |
| Styl zmienny                   | |           | |           | |           |
| 200 metrów                     | Yui Ōhashi · Japonia                                                                                                   | 2:08,16   | Sydney Pickrem · Kanada | 2:09,07   | Miho Teramura · Japonia                                                                                            | 2:09,86   |
| 400 metrów                     | Yui Ōhashi · Japonia                                                                                                   | 4:33,77   | Melanie Margalis · Stany Zjednoczone                                                                                        | 4:35,60   | Sakiko Shimizu · Japonia                                                                                           | 4:36,27   |
| Sztafety                       | |           | |           | |           |
| 4 × 100 metrów stylem dowolnym | Australia · Emily Seebohm (54,56) · Shayna Jack (53,10) · Emma McKeon (52,56) · Cate Campbell (51,36)                  | 3:31,58   | Stany Zjednoczone · Mallory Comerford (53,48) · Margo Geer (53,59) · Kelsi Dahlia (53,59) · Simone Manuel (52,79)           | 3:33,45   | Kanada · Taylor Ruck (52,85) · Kayla Sanchez (53,11) · Rebecca Smith (54,00) · Alexia Zevnik (54,11)               | 3:34,07   |
| 4 × 200 metrów stylem dowolnym | Australia · Ariarne Titmus (1:55,27) · Emma McKeon (1:55,66) · Mikkayla Sheridan (1:56,72) · Madeline Groves (1:56,47) | 7:44,12 , | Stany Zjednoczone · Allison Schmitt (1:58,62) · Leah Smith (1:56,44) · Katie McLaughlin (1:55,47) · Katie Ledecky (1:53,84) | 7:44,37   | Kanada · Kayla Sanchez (1:58,37) · Taylor Ruck (1:54,08) · Rebecca Smith (1:58,08) · Mackenzie Padington (1:56,75) | 7:47,28   |
| 4 × 100 metrów stylem zmiennym | Australia · Emily Seebohm (59,28) · Jessica Hansen (1:05,82) · Emma McKeon (56,45) · Cate Campbell (51,19)             | 3:52,74   | Stany Zjednoczone · Kathleen Baker (59,41) · Lilly King (1:04,86) · Kelsi Dahlia (56,72) · Simone Manuel (52,22)            | 3:53,21   | Japonia · Natsumi Sakai (59,20) · Reona Aoki (1:06,84) · Rikako Ikee (55,48) · Tomomi Aoki (53,51)                 | 3:55,03   |
| Otwarty akwen                  | |           | |           | |           |
| 10 km                          | Haley Anderson · Stany Zjednoczone                                                                                     | 2:08:24,8 | Kareena Lee · Australia | 2:08:26,0 | Ana Marcela Cunha · Brazylia                                                                                       | 2:08:27,0 |

### Sztafeta mieszana
| Konkurencja                    | Złoto                                                                                                 | Złoto   | Srebro                                                                                               | Srebro  | Brąz | Brąz    |
| Konkurencja                    | Zawodnicy                                                                                             | Czas    | Zawodnicy                                                                                            | Czas    | Zawodnicy | Czas    |
| 4 × 100 metrów stylem zmiennym | Australia · Mitch Larkin (53,08) · Jake Packard (58,68) · Emma McKeon (56,22) · Cate Campbell (50,93) | 3:38,91 | Japonia · Ryōsuke Irie (52,83) · Yasuhiro Koseki (58,57) · Rikako Ikee (55,53) · Tomomi Aoki (54,05) | 3:40,98 | Stany Zjednoczone · Kathleen Baker (59,29) · Michael Andrew (59,21) · Caeleb Dressel (50,50) · Simone Manuel (52,74) | 3:41,74 |

## Klasyfikacja medalowa
| Miejsce | Państwo           | Złoto | Srebro | Brąz | Razem |
| ------- | ----------------- | ----- | ------ | ---- | ----- |
| 1.      | Stany Zjednoczone | 20    | 14     | 11   | 45    |
| 2.      | Australia         | 8     | 13     | 8    | 29    |
| 3.      | Japonia           | 6     | 7      | 10   | 23    |
| 4.      | Kanada            | 2     | 3      | 4    | 9     |
| 5.      | Brazylia          | 1     | 1      | 3    | 5     |
| Razem   | Razem             | 37    | 38     | 36   | 111   |